# Selinum carvifolia
Espèce
Synonymes
- Angelica carvifolia (L.) Vill.[1]
- Athamanta carvifolia (L.) Weber[1]
- Carvi sulcatum Bernh.[1]
- Seseli carvifolia L.[1]

Selinum carvifolia, de nom commun Sélin à feuilles de carvi ou Sélin à feuilles de cumin, est une espèce de plantes à fleurs de la famille des Apiaceae et du genre Selinum. C'est une plante herbacée originaire d'Eurasie.

## Description
Selinum carvifolia est une plante herbacée vivace à feuilles caduques, atteignant une hauteur d'environ 30 à 100 centimètres. La tige sillonnée aux bords tranchants est mince, peu ramifiée et sans feuilles. Les feuilles inférieures sont pennées trois fois, les sections du dernier ordre sont profondément pennées, les extrémités des feuilles sont allongées à linéaires et épineuses sur une largeur d'environ 1 millimètre.
La période de floraison s'étend de juillet à août, parfois aussi jusqu'en septembre. L'inflorescence à double ombelle a 15 à 20 rayons grêles, glabres ou pubérulents, peu inégaux. L'involucre est absent ou il y en a une aux bractées présentes. Les involucres sont nombreuses. Les fleurs sont quintuples. Les pétales sont blancs à roses.
L'akène double mesure 3 mm et est arrondi-elliptique, aplati. La maturation des fruits s'étend d'août à octobre.
L'espèce a un nombre de chromosomes 2n = 22.

## Répartition
Le sélin à feuilles de carvi est un élément floral eurasien-subocéanique. Il est présent dans le nord, le centre et, plus rarement, le sud de l'Europe. À l'est, il est présent jusqu'en Sibérie.
Selinum carvifolia est un néophyte en Amérique du Nord.
Selinum carvifolia pousse dans les prairies humides, les buissons de prairie et les forêts clairsemées. Elle prospère mieux sur des sols alternés humides, principalement pauvres en chaux, argileux ou tourbeux.

## Sous-espèces
Il existe deux sous-espèces :
- Selinum carvifolia subsp. carvifolia : elle est présente en Europe en France, en Allemagne, en Grande-Bretagne, en Autriche, au Liechtenstein, en République tchèque, en Italie, en Russie, en Biélorussie et en Ukraine.
- Selinum carvifolia subsp. broteri : elle n'est présente qu'au Portugal, en Espagne et en France.

## Chimie
Selinum carvifolia contient une guaiène, certains triméthylbenzaldéhydes et des quantités mineures d'autres dérivés du terpénoïde (sesquiterpène-coumarine) férulol.

## Parasites
La fleur a pour parasites Eupithecia selinata, Eupithecia centaureata, Lasioptera carophila. Le fruit a pour parasites Liriomyza lituanica (sv), Liriomyza lutea (sv), Kiefferia pericarpiicola. La feuille a pour parasites 
Agonopterix ciliella (en), Agonopterix selini (en), Agonopterix parilella (en), Aphis fabae, Erysiphe heraclei, Plasmopara selini, Aceria peucedani, Protomyces macrosporus, Phytomyza chaerophylli, Phytomyza mylini (sv), Phytomyza selini (sv), Phytomyza thysselini (sv), Puccinia bistortae, Puccinia angelicae (sv), Puccinia selini-carvifoliae. La racine a pour parasite Aphis selini (sv). La tige a pour parasites Cavariella cicutae (sv), Ophiomyia heracleivora (sv), Ophiomyia bohemica (sv), Nyssopsora echinata (sv).